# Michael Rosswess
Michael Rupert Rosswess (* 11. Juni 1965 in Dudley) ist ein ehemaliger britischer Leichtathlet, der sich auf den Sprint spezialisiert hat.

## Sportliche Laufbahn
Erste internationale Erfahrungen sammelte Michael Rosswess vermutlich im Jahr 1988, als er bei den Olympischen Sommerspielen in Seoul im 200-Meter-Lauf an den Start ging und dort in 20,51 s im Finale den siebten Platz belegte. Im Jahr darauf gewann er bei den Halleneuropameisterschaften in Den Haag in 6,59 s die Bronzemedaille über 60 Meter hinter dem Österreicher Andreas Berger und Matthias Schlicht aus der BR Deutschland. Anschließend belegte er bei den Hallenweltmeisterschaften in Budapest in 6,64 s den fünften Platz. 1991 schied er bei den Hallenweltmeisterschaften in Sevilla mit 6,68 s im Semifinale im 60-Meter-Lauf aus und im August schied er bei den Freiluft-Weltmeisterschaften in Tokio mit 20,82 s im Halbfinale über 200 Meter aus. Im Jahr darauf gewann er bei den Halleneuropameisterschaften in Genua in 6,62 s die Bronzemedaille über 60 Meter hinter seinem Landsmann Jason Livingston und Witali Sawin vom Vereinten Team und 1994 gewann er bei den Halleneuropameisterschaften in Paris in 6,54 s die Bronzemedaille hinter seinem Landsmann Colin Jackson und Alexandros Terzian aus Griechenland. Im Jahr darauf schied er bei den Hallenweltmeisterschaften in Barcelona mit 6,62 s im Halbfinale aus, ehe er 1996 seine aktive sportliche Karriere im Alter von 31 Jahren beendete. 
1996 wurde Rosswess britischer Hallenmeister im 60-Meter-Lauf.

## Persönliche Bestzeiten
- 100 Meter: 10,07 s, 11. Juni 1994 in Sheffield
  - 60 Meter (Halle): 6,54 s, 11. März 1994 in Paris
- 200 Meter: 20,51 s (+1,7 m/s), 28. September 1988 in Seoul